# Francisco Varo
Francisco Varo OP (chiń. 萬濟國; ur. 4 października 1627 w Sewilli, zm. 31 stycznia 1687 w Fu'anie) – hiszpański duchowny rzymskokatolicki, dominikanin, misjonarz i językoznawca.

## Biografia

### Młodość i prezbiteriat
7 października 1642 wstąpił do dominikańskiego klasztoru św. Pawła w Sewilli. Rok później - 8 października 1643 złożył śluby zakonne i dołączył do prowincji Najświętszego Różańca, która była prowincją misyjną. 12 czerwca 1646 wypłynął z Hiszpanii do Azji przez Meksyk i Filipiny.
W sierpniu 1646 przybył do Veracruz, gdzie w 1647 z rąk biskupa Tlaxcali bł. Jana de Palafoxa y Mendozy przyjął święcenia prezbiteriatu i został kapłanem Zakonu Kaznodziejskiego. Meksyk opuścił 5 kwietnia 1648. W lipcu 1648 dopłynął do Filipin, gdzie osiadł wśród diaspory chińskiej w Manili w celu nauki języka.

### Działalność w Chinach
10 lipca 1649 wypłynął do Chin i 3 sierpnia 1649 dotarł do portu w Anhai. Następnie wraz z Grzegorzem Luo Wenzao podróżował po prowincji Fujian, ucząc się lokalnych dialektów i doskonaląc mandaryński. Ostatecznie osiadł w rejonie Fu'anu. Wraz z o. Juanem Bautistą Moralesem OP przetłumaczył na mandaryński słynny dekret Kongregacji Rozkrzewiania Wiary z 1645 zakazujący stosowania rytów chińskich (spór akomodacyjny) oraz prawdopodobnie napisał po mandaryńsku, z pomocą Moralesa i kilku chińskich literatów, traktat teologiczny analizujący znaczenie ofiary według teologii tomistycznej.
W 1660 o. Varo został prowincjałem dominikanów w Chinach. Na tym stanowisku w 1661 przewodniczył dominikańskiej konferencji misyjnej w sprawie wypracowania spójnej polityki dominikanów wobec kwestii sporu akomodacyjnego. W celu pogłębienia tematu prowadził wówczas rozmowy z chińską inteligencją o znaczeniu spornych chińskich obrzędów. Po nastaniu prześladowań chrześcijan i deportacji misjonarzy po wybuchu afery kalendarzowej w 1664, o. Varo zdołał się ukrywać i prowadzić działalność misyjną do 28 czerwca 1669, gdy został aresztowany, a następnie deportowany do Fuzhou i w 1671 do Kantonu. W niewoli ukończył swoje słynne dzieło Słownictwo języka mandaryńskiego.
Krótko po przybyciu do Kantonu afera kalendarzowa została rozwiązana i misjonarze mogli wyjeżdżać do innych prowincji. O. Varo wrócił do Fujianu. Władze odmówiły mu jednak zgody na ponowne osiedlenie się w Fu'anie, dlatego zamieszkał w Fuzhou. W 1675 za zgodą władz chińskich powrócił do rejonu Fu'an. W 1684 w te okolice dotarł jeden z pierwszych biskupów mianowanych dla misji w Chinach - François Pallu MEP. O. Varo ze współbraćmi zastosowali się do papieskich dekretów ograniczających władzę zakonów w Chinach, które przedstawił bp Pallu, a następnie złożyli mu przysięgę posłuszeństwa. Postawa ta została skrytykowana przez władze dominikańskie w Manili.

### Pisarstwo
W kolejnych latach poświęcił się pisaniu. W 1677 ukończył Katechizm Shengjiao Mingzheng w języku mandaryńskim (opublikowany pośmiertnie w latach 1719-1720), a w 1680 pisany od 1669 Tratado en que se ponen los fundamentos que los Religiosos Predicadores tienen para prohibir a sus cristianos algunas ceremonias que lo gentiles hacen en veneración de su maestro Confucio y de sus progenitores difuntos (traktat w języku hiszpańskim o znaczeniu rytuałów i obrzędów konfucjańskich, który zainspirował wikariusza apostolskiego Fujianu bpa Charlesa Maigro MEP do wydania w 1693 pracy przeciwko chińskim obrządkom, która zapoczątkowała nową, zaciekłą fazę sporu akomodacyjnego).
O. Varo był znany ze względu na swoją znakomitą biegłość w języku mandaryńskim. Najbardziej znaną jego pracą jest Słownictwo języka mandaryńskiego - napisany na początku lat 70. XVII w. słownik hiszpańsko-portugalsko-chiński. Oprócz słów typowo chińskich i specyficznych dla kultury chińskiej (w tym zwyczajów i wierzeń) zawiera on nowe wyrażenia wymyślone przez misjonarzy, dla przetłumaczenia słownictwa specyficznego dla kultury europejskiej i religii chrześcijańskiej oraz gramatykę mandaryńskiego.

### Śmierć i nominacja biskupia
25 stycznia 1687 został mianowany wikariuszem apostolskim Fujianu, nominacja ta jednak 11 dni później została zmieniona.
O. Varo zmarł 31 stycznia 1687.
5 lutego 1687 papież Innocenty XI mianował go wikariuszem apostolskim Guangdongu-Kuangsi-Junnanu oraz biskupem in partibus infidelium lyddyjskim. Ze względu na długi czas komunikacji pomiędzy Europą a Chinami, informacja o śmierci nominata nie była wówczas znana w Rzymie.